# Raymond J. Barry
Raymond John Barry (Hempstead, 14 marzo 1939) è un attore statunitense, sempre accreditato e menzionato con il secondo nome puntato.

## Biografia
Nato nello stato di New York da una famiglia di discendenza irlandese, sua madre, l'attrice B. Constance Barry, aveva lontane discendenze canadesi, irlandesi e svedesi. Si è laureato in filosofia nel 1962 presso la Brown University, completando infine gli studi allo Yale Drama School. È sposato con la scrittrice Robyn Mundell, da cui ha avuto quattro figli.
In qualità di attore, Raymond J. Barry è famoso per essere apparso in vari film tra cui Nato il quattro luglio (1989), nel ruolo di Mr. Kovic, il padre di Ron Kovic, A rischio della vita (1995), nel ruolo del vicepresidente degli Stati Uniti, e Flubber - Un professore fra le nuvole (1997), nel ruolo di Chester Hoenicker.

## Filmografia parziale

### Cinema
- Between the Lines, regia di Joan Micklin Silver (1977)
- Goodbye amore mio! (The Goodbye Girl), regia di Herbert Ross (1977)
- Una donna tutta sola (An Unmarried Woman), regia di Paul Mazursky (1978)
- La signora in bianco (Insignificance), regia di Nicolas Roeg (1985)
- L'anno del dragone (Year of the Dragon), regia di Michael Cimino (1985)
- Rock Hotel Majestic (Playing for Keeps), regia di Bob e Harvey Weinstein (1986)
- La morte alle calcagna (Out of Bounds), regia di Richard Tuggle (1986)
- Indagine ad alto rischio (Cop), regia di James B. Harris (1988)
- Nato il quattro luglio (Born on the Fourth of July), regia di Oliver Stone (1989)
- December Bride, regia di Thaddeus O'Sullivan (1991)
- Nient'altro che guai (Nothing but Trouble), regia di Dan Aykroyd (1991)
- K2 - L'ultima sfida (K2), regia di Franc Roddam (1991)
- Drago d'acciaio (Rapid Fire), regia di Dwight H. Little (1992)
- Un giorno di ordinaria follia (Falling Down), regia di Joel Schumacher (1993)
- Cool Runnings - Quattro sottozero (Cool Runnings), regia di Jon Turteltaub (1993)
- C'eravamo tanto odiati (The Ref), regia di Ted Demme (1994)
- A rischio della vita (Sudden Death), regia di Peter Hyams (1995)
- Dead Man Walking - Condannato a morte (Dead Man Walking), regia di Tim Robbins (1995)
- L'ultimo appello (The Chamber), regia di James Foley (1996)
- Mad City - Assalto alla notizia (Mad City), regia di Costa-Gavras (1997)
- Best Men - Amici per la pelle (Best Men), regia di Tamra Davis (1997)
- Flubber - Un professore fra le nuvole (Flubber), regia di Les Mayfield (1997)
- Il tempo di decidere (Return to Paradise), regia di Joseph Ruben (1998)
- I segreti del lago (The Deep End), regia di Scott McGehee e David Siegel (2001)
- Training Day, regia di Antoine Fuqua (2001)
- New Port South, regia di Kyle Cooper (2001)
- Oggi sposi... niente sesso (Just Married), regia di Shawn Levy (2003)
- Little Children, regia di Todd Field (2006)
- Bobby Z - Il signore della droga (The Death and Life of Bobby Z), regia di John Herzfeld (2007)
- Walk Hard - La storia di Dewey Cox (Walk Hard: The Dewey Cox Story), regia di Jake Kasdan (2007)
- American Crude - Follie in America (American Crude), regia di Craig Sheffer (2008)
- Charlie Valentine, regia di Jesse V. Johnson (2009)
- The Hammer, regia di Oren Kaplan (2010)
- The River Murders - Vendetta di sangue (The River Murders), regia di Rich Cowan (2011)
- 3 Days to Kill, regia di McG (2015)
- L.A. Apocalypse - Apocalisse a Los Angeles (LA Apocalypse), regia di Michael J. Sarna (2015)
- La notte del giudizio - Election Year (The Purge: Election Year), regia di James DeMonaco (2016)
- Brave New Jersey, regia di Jody Lambert (2016)
- No Postage Necessary, regia di Jeremy Culver (2017)

### Televisione
- Slow Burn, regia di Matthew Chapman – film TV (1986)
- Nancy, Sonny & Co. (It's a Living) – serie TV, episodio 4x15 (1987)
- Poliziotti in città (The Oldest Rookie) – serie TV, 8 episodi (1987-1988)
- Corsa verso la morte (King of the Road), episodio di Incubi (Two-Fisted Tales), regia di Tom Holland – film TV (1992)
- I racconti della cripta (Tales from the Crypt) – serie TV, episodio 4x09 (1992)
- L.A. Law - Avvocati a Los Angeles (L.A. Law) – serie TV, episodio 7x06 (1992)
- Frasier – serie TV, episodio 1x15 (1994)
- X-Files (The X-Files) – serie TV, episodi 2x01-3x09-6x09 (1994-1995, 1999)
- Hyperion Bay – serie TV, 17 episodi (1998-1999)
- CSI - Scena del crimine (CSI: Crime Scene Investigation) – serie TV, 4 episodi (2002, 2011)
- Push, Nevada – serie TV, 6 episodi (2002)
- Alias – serie TV, episodi 3x16-3x17 (2004)
- Crossing Jordan – serie TV, episodio 5x02 (2005)
- Law & Order - I due volti della giustizia (Law & Order) – serie TV, 16x03 (2005)
- Cold Case - Delitti irrisolti (Cold Case) – serie TV, 8 episodi (2008-2010)
- Lost – serie TV, episodio 5x06 (2009)
- Law & Order - Unità vittime speciali (Law & Order: Special Victims Unit) – serie TV, episodio 11x23 (2010)
- NCIS: Los Angeles – serie TV, episodi 2x09-2x10 (2010)
- Justified – serie TV, 23 episodi (2010-2013, 2015)
- Law & Order: Criminal Intent – serie TV, episodio 10x04 (2011)
- The 100 – serie TV, 9 episodi (2014-2015)
- Ray Donovan – serie TV, 4 episodi (2016)
- Gotham – serie TV, 4 episodi (2017)
- Ice – serie TV, 4 episodi (2016-2017)
- Tredici (13 Reasons Why) – serie TV, episodi 3x05-3x06-3x13 (2019)

## Doppiatori italiani
Nelle versioni in italiano delle opere in cui ha recitato, Raymond J. Berry è stato doppiato da:
- Michele Kalamera in Dead Man Walking - Condannato a morte, L'ultimo appello, Flubber - Un professore tra le nuvole, Training Day, Oggi sposi... niente sesso, Lost
- Sandro Iovino in Incubi, Cool Runnings - Quattro sottozero, C'eravamo tanto odiati, New Port South
- Pietro Biondi in Indagine ad alto rischio, Cold Case - Delitti irrisolti, The Closer
- Michele Gammino in K2 - L'ultima sfida, La notte del giudizio - Election Year
- Oliviero Dinelli in A rischio della vita, Hyperion Bay
- Franco Zucca in X-Files (ep. 2x01), Law & Order - I due volti della giustizia
- Diego Reggente in Alias, Walk Hard - La storia di Dewey Cox
- Giorgio Lopez ne L'anno del dragone
- Cesare Barbetti in Top Secret
- Luciano De Ambrosis in Nato il quattro luglio
- Carlo Sabatini in Un giorno di ordinaria follia
- Walter Maestosi in X-Files (ep. 3x09, 6x09)
- Romano Malaspina in Mad City - Assalto alla notizia
- Sergio Graziani in CSI - Scena del crimine (ep. 3x02)
- Angelo Nicotra ne I segreti del lago
- Gianni Giuliano in Grey's Anatomy
- Sergio Di Giulio in American Crude - Follie in America
- Gerolamo Alchieri in Law & Order - Unità vittime speciali
- Renato Cortesi in NCIS: Los Angeles
- Germano Longo in Across the Line
- Manlio De Angelis in Justified
- Massimiliano Lotti in The River Murders - Vendetta di sangue
- Dario Penne in New Girl
- Luigi La Monica in Ray Donovan
- Dante Biagioni in The 100
- Carlo Reali in Gotham
- Bruno Alessandro in Shooter
- Mario Scarabelli in Tredici
- Pieraldo Ferrante in The Gifted
- Massimo Corvo in Feud